# مسجد بني بياضة
مسجد بني بياضة أحد مساجد المدينة المنورة التاريخية والذي صلى في موضعه الرسول ﷺ

- وعن عبد الرحمن بن كعب بن مالك قال، كنت أخرج أقود أبي بعد أن عمي إلى المسجد يوم الجمعة قال، فيسمع الأذان بالطريق فإذا سمعه قال، يرحم الله أسعد بن زرارة كان أول من جمع بنا بهذه القرية ونحن يومئذ أربعون في هزمة من حرة بني بياضة.
- وتقدم في الفصل الثامن من الباب الثالث نحوه من رواية أبي داود وروى ابن زبالة أيضاً عن ربيعة بن عثمان أن النبي ﷺ صلى في الحرة في الرحابة.
- وتقدم في منازل بني بياضة أن الرحابة مزرعة في شاميها أطمهم المسمى بعقرب وكانت لآل عاصم بن عطية بن عامر بن بياضة.
- وذكر ابن زبالة أطماً آخر كان بين المزرعتين الرحابة والحيرة وتقدم أيضاً أن دار بني بياضة شامي دار بني سالم أهل مسجد الجمعة إلى وادي بطحان قبلي دار بني مازن بن النجار ممتدة في تلك الحرة وبعضها في السبخة.
- وروى ابن زبالة عن إبراهيم بن عبد الله بن سعد عن أبيه عن جده قال قال رسول الله ﷺ (وقعت هذه الليلة رحمة فيما بين بني سالم وبني بياضة)فقالت بنو سالم وبنو بياضة..أننتقل إليها..؟ قال(لا..ولكن أقبروا فيها).